# 謝梅爾峰

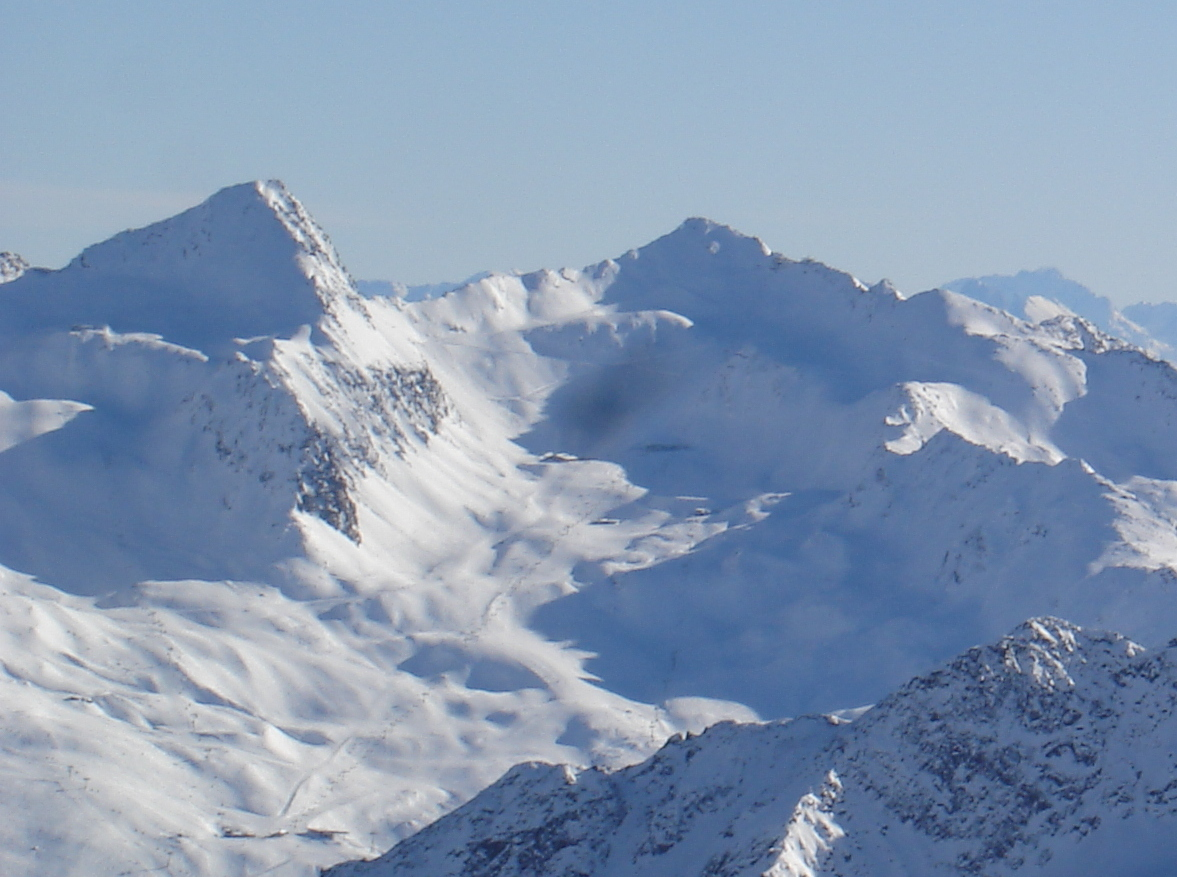

46°53′16″N 11°05′04″E / 46.88778°N 11.08444°E
謝梅爾峰（德語：Schermerspitze），是奧地利的山峰，位於該國西部，由蒂羅爾州負責管轄，屬於奧茨塔爾阿爾卑斯山脈的一部分，海拔高度3,117米，每年平均降雨量1,426毫米。